# Fortunato Zoppas
Fortunato Zoppas (Scomigo, 3 marzo 1903 – Vittorio Veneto, 5 agosto 1969) è stato un vescovo cattolico italiano.

## Biografia
Originario della diocesi di Ceneda (più tardi Vittorio Veneto), studiò nel seminario locale e poi a Roma, dove conseguì la laurea in diritto canonico. Tornato a Vittorio Veneto, divenne insegnante e poi rettore del seminario.
Il 26 aprile 1952 fu designato vescovo di Nocera de' Pagani (oggi Nocera Inferiore-Sarno), venendo consacrato l'8 giugno successivo dal vescovo Giuseppe Zaffonato (poi arcivescovo), co-consacranti l'arcivescovo Costantino Stella e il vescovo Gioacchino Muccin.
Si ritirò dopo dodici anni di episcopato a causa di una grave malattia e trascorse gli ultimi anni di vita nel seminario di Vittorio Veneto.

## Genealogia episcopale
La genealogia episcopale è:
- Cardinale Scipione Rebiba
- Cardinale Giulio Antonio Santori
- Cardinale Girolamo Bernerio, O.P.
- Arcivescovo Galeazzo Sanvitale
- Cardinale Ludovico Ludovisi
- Cardinale Luigi Caetani
- Cardinale Ulderico Carpegna
- Cardinale Paluzzo Paluzzi Altieri degli Albertoni
- Papa Benedetto XIII
- Papa Benedetto XIV
- Cardinale Enrique Enríquez
- Arcivescovo Manuel Quintano Bonifaz
- Cardinale Buenaventura Córdoba Espinosa de la Cerda
- Cardinale Giuseppe Maria Doria Pamphilj
- Papa Pio VIII
- Papa Pio IX
- Cardinale Alessandro Franchi
- Cardinale Giovanni Simeoni
- Cardinale Antonio Agliardi
- Cardinale Basilio Pompilj
- Cardinale Adeodato Piazza, O.C.D.
- Vescovo Carlo Zinato
- Arcivescovo Giuseppe Zaffonato
- Vescovo Fortunato Zoppas